# In Your Dreams Tour
In Your Dreams Tour foi a primeira turnê da cantora, compositora e produtora Kali Uchis, realizada para divulgação do seu primeiro álbum de estúdio, Isolation. A turnê passou por 23 cidades dos Estados Unidos e contou com colaborações musicais de colegas, como Cuco e Gabriel Garzon-Montano. 
A turnê começou no dia 13 de Setembro de 2018 na cidade de Seattle, passando por Los Angeles, Nova York, São Francisco, Austin, Filadélfia, Boston, entre outras.   

## Álbum "Isolation"
Lançado em abril de 2018, o álbum Isolation contou com a colaboração de diferentes artistas, como Daniel Caesar, Jorja Smith, Juanes, Tyler, The Creator e Bootsy Collins. 
Com o álbum, Uchis foi nomeada ao Grammy Awards e Latin Grammy.
1. ↑  «Kali Uchis Announces 'In Your Dreams Tour'». Rated R&B (em inglês). 26 de junho de 2018. Consultado em 23 de agosto de 2021
2. 1 2  «Kali Uchis Embarks On 'In Your Dreams Tour' This Autumn | SoulBounce | SoulBounce». www.soulbounce.com (em inglês). Consultado em 23 de agosto de 2021
3. ↑  https://www.thefader.com/2018/06/20/kali-uchis-isolation-tour-gabriel-garzon-montano-cuco